# غاري دي رو
غاري دي رو (بالإنجليزية: Gary De Roux)‏ مواليد 4 نوفمبر 1962 في مانشستر، هو ملاكم محترف إنجليزي سابق صنّف ضمن فئة وزن الريشة بدأ مسيرته الاحترافية سنة 1986.

## إحصائيات
خاض خلال مسيرته 22 نزالا، فاز في 13 وتعادل في 1 وخسر في 8. فاز بالضربة القاضية في 10 نزالا.

## روابط خارجية
- غاري دي رو على موقع بوكس ريك (الإنجليزية) (registration required)